# Alfred Hegar
Ernst Ludwig Alfred Hegar, född den 6 januari 1830 i Darmstadt, död den 5 januari 1914 i Oberried vid Freiburg im Breisgau, var en tysk läkare.
Hegar var verksam som praktiserande läkare i Darmstadt och blev 1864 professor i obstetrik och gynekologi i Freiburg im Breisgau, en befattning vilken han lämnade 1904. 